# الجمعية الجغرافية الفرنسية

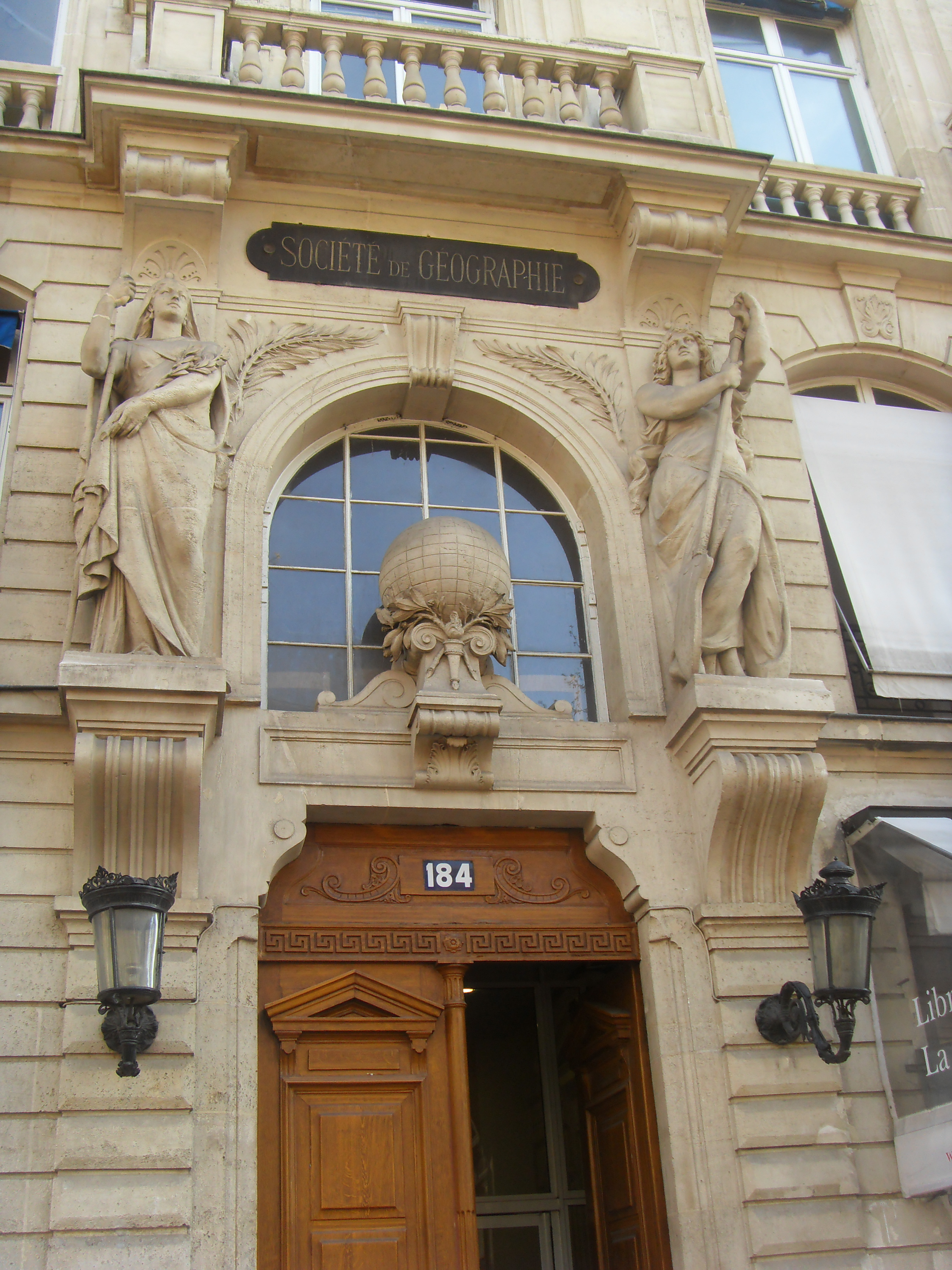
الجمعية الجغرافية

تعد Société de Géographie (بالفرنسية، والتي تعني «الجمعية الجغرفية» بالعربية) أقدم جمعية جغرافية في العالم. فقد تم تأسيسها في عام 1821 (وكانت الأولى من نوعها). ومنذ عام 1878، إن مقر الجمعية موجود في العنوان 184 Boulevard Saint-Germain، في باريس. ويتميز مدخل الجمعية بتمثالين ضخمين من تماثيل المرأة المعروفة باسم كرتيد يمثلان الأرض والبحر. وفي هذا المكان، في عام 1879، تم اتخاذ القرار بإنشاء قناة بنما.

## معلومات تاريخية
تم تأسيس الجمعية الجغرافية في اجتماع عقد في الخامس عشر من ديسمبر عام 1821 في فندق د فيل في باريس. ومن بين المؤسسين الذين بلغ عددهم 217، كان هناك مجموعة من أكبر الأسماء العلمية في هذا العصر، مثل: بيير سيمون لابلاس وهو أول رئيس للجمعية، وجورج كوفيير وتشارلز بيير تشابسال وفيفانت دينون وجوزيف فوريير وجاي لوزاك وكلود لويس بيرقوليت وألكساندر فون هامبولدت وتشامبليون وفرانسوا رينيه دي تشاتوبورياند. وأغلب أولئك الذين رافقوا بونابرت في حملته على مصر كانوا مشاركين في هذه الجمعية، منهم: إديمي فرانسوا جومارد وكونراد مالتي بيرن وجوليه دامونت دورفيل وجوليه باول بنجامين ديليسرت وهوتينجوير وهنري ديدوت وبوتين وغيرهم مثل جيان بابتيست بنويت إيرييس.
وقد كان موقع الجمعية هو موقع المؤتمر العربي عام 1913، والذي تم عقده في الفترة بين الثامن عشر والثالث والعشرين من يونيو في نفس العام، والذي تعرض للأحداث التي أحاطت بانهيار الدولة العثمانية وبدايات القومية العربية، وردود الأفعال العربية المبكرة تجاه الهجرة الصهيونية إلى فلسطين.

## المطبوعات
لقد ظهرت المجلة الشهرية للجمعية منذ عام 1822، تحت اسم Bulletin de la Société de Géographie (نشرة الجمعية الجغرافية (1822-1899) - حيث كانت تقدم بأسعار زهيدة الأخبار الأولى لكل الاكتشافات التي ظهرت في القرن التاسع عشر - أو بشكل ربع شهري تحت اسم La Géographie (الجغرافيا)، مع انقطاع إصدارها في الفترة بين 1940 1946. ومنذ عام 1947، كانت مجلة الجمعية تظهر ثلاث مرات في العام، تحت اسم أكتا جيوغرافيكا (Acta Geographica). وتعد مكتبة الجمعية ومجموعات الخرائط ومجموعات الصور الخاصة بها من بين الأعمال الأكثر عمقًا وشمولية في العالم.

## وصلات خارجية
- La Géographie : bulletin de la Société de géographie dans المكتبة الوطنية الفرنسية، la bibliothèque numérique de la BnF.